# 克拉斯尼揚卡 (文尼察州)
48°51′46″N 28°20′17″E / 48.86278°N 28.33806°E
克拉斯尼揚卡（羅馬化：Krasnianka）是烏克蘭的村落，位於該國西南部文尼察州，由文尼察區負責管轄，始建於1654年，面積0.1平方公里，海拔高度296米，2001年人口276，人口密度每平方公里2,760人。